# Märkische Gesellschaft mbH
Märkische Gesellschaft mbH ist ein Dokumentarfilm des DEFA-Studios für Dokumentarfilme GmbH von Volker Koepp aus dem Jahr 1991.

## Handlung
Auf dem Firmenschild steht noch VEB Holzschuhe-Pantinen Zehdenick, eine Gattersäge zersägt Baumstämme in Bretter, wie sie für die Produktion von Holzschuhen gebraucht werden. Die Herstellung funktioniert noch, die Materiallager sind voll, ebenso wie die Lager für Fertigprodukte. Einer der Angestellten bezeichnet aus alter Gewohnheit den Betrieb noch als VEB, obwohl er bereits in eine GmbH umgewandelt wurde. Anschließend erscheint der Titel des Films Märkische Gesellschaft mbH und der Schlager Abschied ist ein scharfes Schwert von Roger Whittaker ertönt. Dazu werden die Banknoten der DDR, bis zum Wert von 100 Mark, mit Vorder- und Rückseite gezeigt.
Das Filmteam fährt mit einer West-Berlinerin in ihrem Rolls-Royce über die Landstraßen nördlich Berlins. Während der Fahrt gibt sie ihre Gedanken wieder, die sie bei ihrer ersten Fahrt in diesen Teil Deutschlands bewegen. Auch die Russen sind ein Thema, die sie aber in den letzten zwanzig Jahren nicht ernsthaft als Bedrohung wahrgenommen hat. Als ihr Weg in eine bereits geräumte Kaserne der Gruppe der Sowjetischen Streitkräfte in Deutschland führt, wird sie nachdenklich und wortkarg.
Während ein Technologe aus den Zehdenicker Ziegelwerken seine Sorgen über die Zukunft seines Betriebes äußert, kommt eine ältere Dame vorbei, die die Märkische Ziegelindustrie sucht. Bei dem Gespräch, welches sich entwickelt, erklärt sie, aus Wolfsburg zu kommen und zurzeit den Deutschen Katholikentag in Berlin zu besuchen. Sie erzählt, ursprünglich in Schlesien zu Hause gewesen zu sein, wo sich noch ein großer Teil ihres Besitzes befindet und wohin sie wieder gern zurück will. Auch in den Ziegelwerken von Zehdenick befindet sich noch ein Teil ihres Eigentums, was sie sich jetzt mal anschauen möchte, außerdem war sie dort Aktionärin. Nach dem Zweiten Weltkrieg fand sie im Westen Deutschlands Zuflucht, was ihr aber auch nicht viel geholfen hat, denn dort hatten wieder die Juden das Sagen, von denen sie nach ihrer Flucht nur geschröpft wurde. Es ist der Mai 1990.
Mehrere Episoden werden auf den Fahrten durch das Land durch das Filmteam aufgenommen. So wird eine junge Frau gezeigt, die einen Kiosk eröffnet hat und der von den Dorfbewohnern gern besucht wird. Auch zwei junge Männer halten sich gerade dort auf, die eben erst arbeitslos geworden sind, der Grund für die Entlassung war der Genuss von Alkohol während der Arbeitszeit, was früher nicht zur Kündigung geführt hätte. Auch sowjetische Soldaten werden gezeigt, die in den Wäldern mit deutschen Bürgern regen Handel mit irgendwelchen Sachen betreiben. 
Zehdenick bereitet sich auf die Währungsumstellung am 1. Juli 1990 vor. In der Kaufhalle werden am 30. Juni die letzten Waren aus der DDR-Produktion für DDR-Mark verkauft und der Rest aus den Regalen geräumt. In einer Gaststätte wird das letzte Ostgeld vertrunken, während nach Mitternacht vor der Tür verschiedene Geldscheine vor Freude in Flammen aufgehen. Am nächsten Tag treffen sich die Zehdenicker zu den Auszahlungen der D-Mark der Deutschen Bundesbank im Rathaus der Stadt Zehdenick. In der Kaufhalle werden die neuen Waren ausgepreist und die Regale gefüllt. Die Straßen sind voll mit Markthändlern, die hier auf gute Geschäfte mit dem neuen Geld hoffen und selbst ein Gebrauchtwagenhändler hat sich eingefunden. Im Kino läuft ein Pornofilm für Westgeld.
Auf dem Weg zu einem Militärflugplatz fährt das Filmteam an langen Kolonnen sowjetischer Armeefahrzeuge vorbei. In der Einflugschneise der Start- und Landebahn sitzt ein DDR-Bürger, der mit einem der sowjetischen Piloten gut befreundet ist. Er weiß von seinem Freund Shenja, der aus Charkow stammt, dass es den Piloten in der DDR sehr gut geht. Sie haben eine schöne Wohnung und verdienen gutes Geld, sie wollen alle in Deutschland bleiben und sind sehr verunsichert, wenn sie an die Zukunft denken. Es kommt auch immer wieder vor, dass sowjetische Soldaten desertieren, um nicht wieder nach Hause zu müssen. Shenja selbst wünscht sich, dass die Russen den Krieg nie gewonnen hätten, dann wäre er heute nicht hier und hätte die ganzen Probleme. Heute fühlen sich die Russen eher als Verlierer, denn als Sieger, als Shenjas Eltern ihn einmal besuchten und sie die Auslagen in den Geschäften sahen, kamen ihnen die Tränen.
Vor einem Wohnheim sitzen mehrere Vertragsarbeiter aus Mosambik auf ihren gepackten Kisten und warten auf ihre Heimreise. Für sie gibt es in der DDR keine Arbeit mehr, weshalb sie arbeitslos wurden und nun das Land verlassen müssen.
Am Vorabend des 3. Oktober 1990 findet in der Zehdenicker Kirche aus Anlass des Tags der Deutschen Einheit ein Gottesdienst statt, in dem der Pfarrer an die Wünsche der DDR-Bevölkerung und an die Schuld jedes Einzelnen am bisherigen DDR-System erinnert. Anschließend gehen die Gläubigen mit brennenden Kerzen durch die Straßen der Stadt. Aber es gibt auch eine andere Art, den Übergang zu feiern. Vor einer Gaststätte haben sich mehrere Jugendliche versammelt, die bereits stark betrunken, mit Silvesterknallern und dem Singen von einem Teil der ersten Strophe des Liedes der Deutschen um Mitternacht den Übergang in einen neuen Staat begehen. 

## Produktion und Veröffentlichung
Märkische Gesellschaft mbH wurde unter den Arbeitstiteln Zehdenick III und Märkische Trilogie als Schwarzweißfilm gedreht.
Seine erste belegbare Aufführung erlebte der Film am 21. Juni 1991 im Berliner Filmkunsthaus Kino Babylon. Die erste nachweisbare Fernsehausstrahlung erfolgte am 21. April 1992 im Fernsehsender Hessen 3.

## Kritik
Hans-Jörg Rother schreibt in der Neuen Zeit

„Volker Koepp vollzieht in diesem dritten Teil seinen Abschied von der DDR. Es gelingt ihm, eine Heiterkeit zu entwickeln. die dem Grotesken vieler Umbruchserscheinungen das Erschreckende nimmt. Die Ironie, mit der er zum Beispiel die alten Geldscheine vorblättert, ist ein gutes Mittel gegen linke Nostalgie. Wenn am Schluß die Kamera im Auto durch die leeren Brennkammern der inzwischen still gelegten Ziegelei fährt und das Geräusch des Motors sich mit Opernarien vermischt, so weiß der Zuschauer, daß der letzte Akt einer kurzzeitigen geschichtlichen Inszenierung verklungen ist und die Bühne geräumt wird.“